# ラッセル・ソロモン
ラッセル・ソロモン（英語: Russell Solomon, 1925年9月22日 - 2018年3月4日）は、アメリカ合衆国の起業家、実業家。タワーレコードの創業者である。

## 来歴

### 生い立ち
1925年、カリフォルニア州サクラメントに生まれる。ラッセルの父親は1941年にサクラメントにある映画館「タワーシアター」の中で薬局を経営を開始。薬の他にも日用品や化粧品など豊富な品揃えだった。

### タワーレコード・マート
父親の立案で店内にあったジュークボックスの中古レコードを販売を始めたことがきっかけで、中古のみならず新品レコードも売れ行きが好調となり、売り場を拡張させて「タワーレコード・マート」と名付けて運営を継続させた。ラッセルもフランク・シナトラやエルビス・プレスリーなどレコードの販売が今後の商機になると考え、本格的にレコードの小売業に乗り出すために父親からタワーレコード・マートの権利を買い取って、代表取締役に就任する。

### タワーレコード
ラッセルには兼ねてからレコード店版のスーパーマーケットを造るという構想があり、「タワーレコード・マート」のマートを消した名称に変更。シェル石油と同じカラーで現在に至るロゴもデザインして、サクラメントの別の場所に「タワーレコード」を開店させた。
様々なジャンルの豊富な品揃えとこれまでにない営業形態が功を奏して、タワーレコードは一躍若者たちが募る場所として人気に火がつき、ラッセルは店舗をサンフランシスコ、ロサンゼルスへとカリフォルニア州内に拡大させた。
1979年にはレコード卸売業で日本へ進出。1980年に実店舗型として札幌に一号店を出店。後に日本人と共に日本法人を設立し、1981年に渋谷区に大型店舗を出店し、日本人の間にもタワーレコードが幅広く認知されるようになった。
日本での成功をきっかけに、ニューヨーク、シカゴなどの西海岸以外の地域でも出店させ、アメリカ国内のレコード販売チェーン店として、大きな飛躍を遂げることとなる。海外進出も積極的に行い、イギリス、カナダ、香港、シンガポール、メキシコ、アルゼンチンなどの国々へ出店を続け、一時期は全世界で192店舗の店舗を展開させた。2004年には日本でのタワーレコード出店25周年を記念して「TOWER AWARDS」が日本武道館で行われ、ラッセルも来日して式典に参加している

### 破産
1990年代後半から家電量販店やスーパーマーケットの低価格帯での安売りが台頭し始め、更にはインターネットの躍進による音楽の無料共有サービスの普及が仇となり、タワーレコード自体の財務状況が急激に悪化した。その頃にはラッセルは代表職を退いて、財政を立て直すべく息子のクレイトン・ソロモンに代表の座を譲ったり、2002年に日本法人も別企業へ売却するも、財政状況は悪化の一途をたどり、2006年に破産を申請した。

### 映画
2015年にはトム・ハンクスの息子で俳優でもあるコリン・ハンクスによるタワーレコードの繁栄と衰退を描いたドキュメンタリー映画『オール・シングス・マスト・パス』が製作された。劇中ではラッセルをはじめとするタワーレコードの立役者とも言えるスタッフらが多数出演しており、同企業の裏側が描かれている。
なお、タワーレコードが倒産しても日本では80店舗以上が展開されていたことから、コリンをはじめとする映画クルーとラッセルが来日し、渋谷のタワレコ本店と大田区平和島にある本社を訪れる様子も収められた。平和島本社では訪れたラッセルが社員総出で拍手で迎えられている。

### 死去
2018年3月4日、カリフォルニア州サクラメントの自宅で『第90回アカデミー賞』を視聴中に心臓発作を起こし、その後死去。92歳没。日本ではラッセルへの追悼としてタワーレコード渋谷本店の外壁に「Rest In Peace Russ Solomon: Founder of Tower Records」というメッセージが掲げられた。

## 映画
- 『オール・シングス・マスト・パス - All Things Must Pass』 (2015) - コリン・ハンクスによる『タワーレコード』のドキュメンタリー映画